# Parafia Matki Bożej Częstochowskiej w Czołkach
Parafia Matki Bożej Częstochowskiej w Czołkach – parafia rzymskokatolicka znajdująca się w dekanacie Sitaniec, w diecezji zamojsko-lubaczowskiej. 
Parafia została erygowana w 30. czerwca 1983 roku, dekretem bpa Bolesława Pylaka. Obejmuje następujące miejscowości: Borowina Sitaniecka, Czołki, Łapiguz, Sitaniec-Kolonia, Sitno-Góra oraz Kornelówka, w której znajduje się kościół filialny pw. Świętych Piotra i Pawła.

Parafia Matki Bożej Częstochowskiej w Czołkach
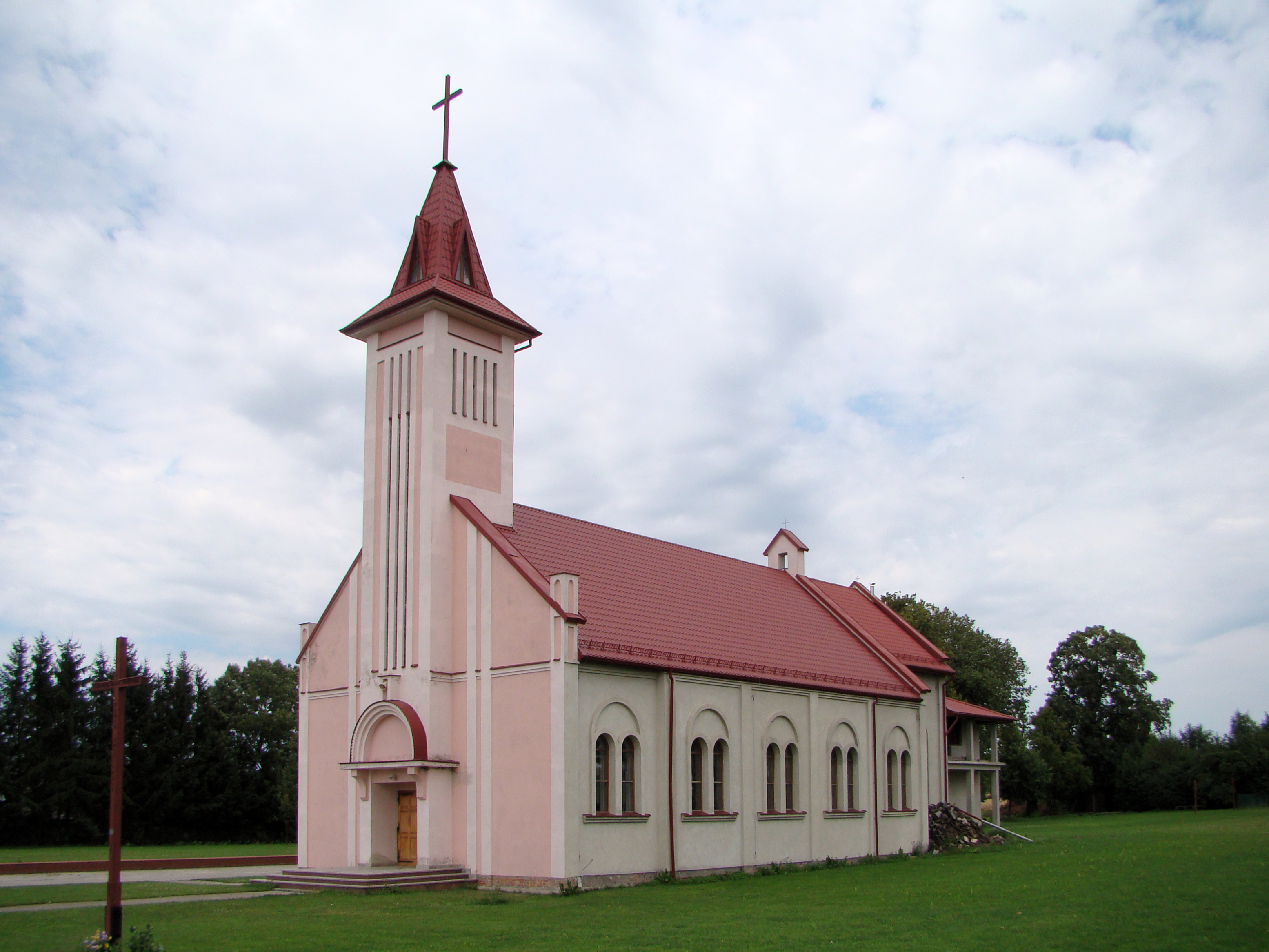
Kościół filialny pw. św. Piotra i Pawła w Kornelówce
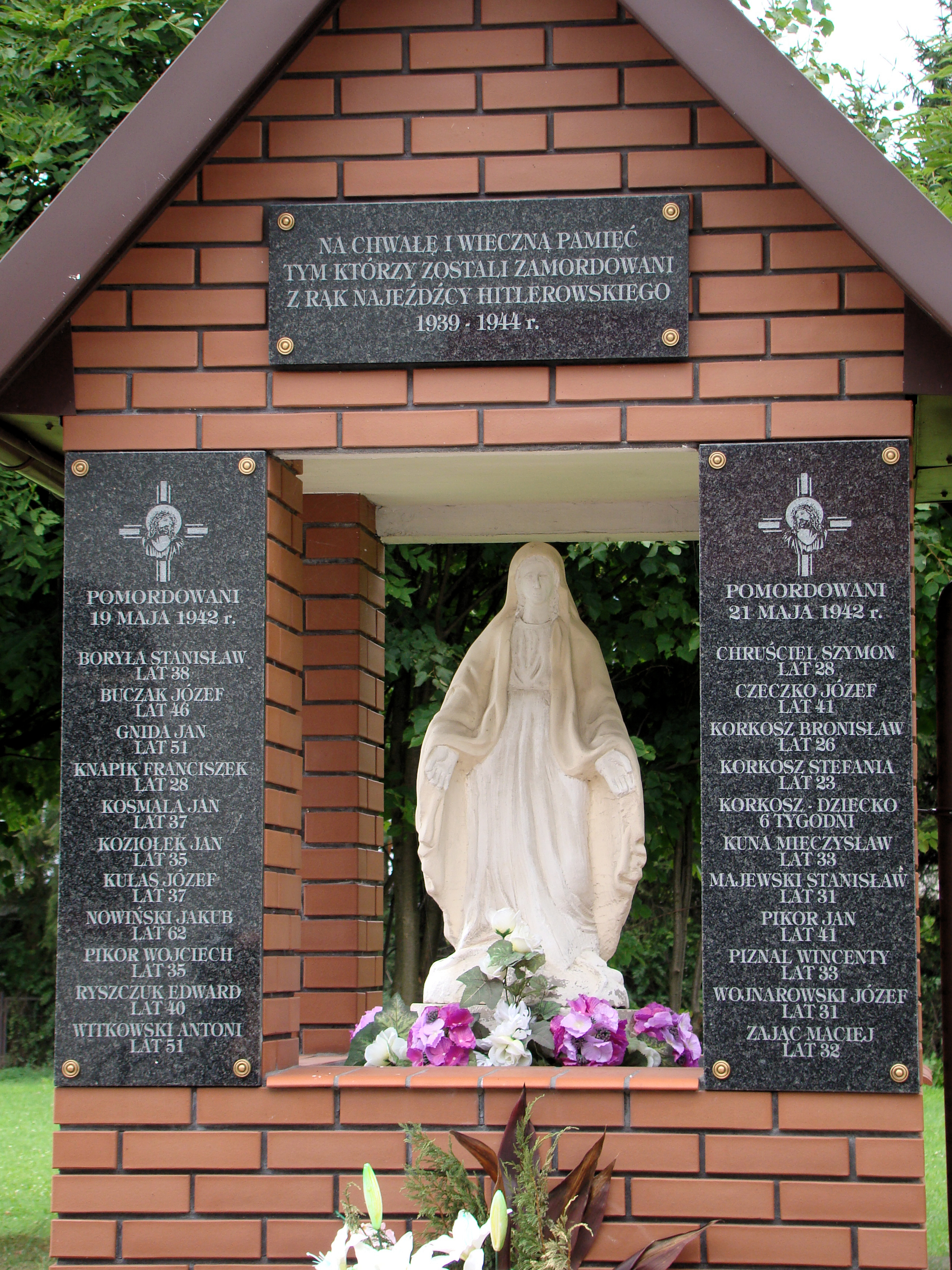
Kapliczka pamięci ofiar hitlerowców w Kornelówce
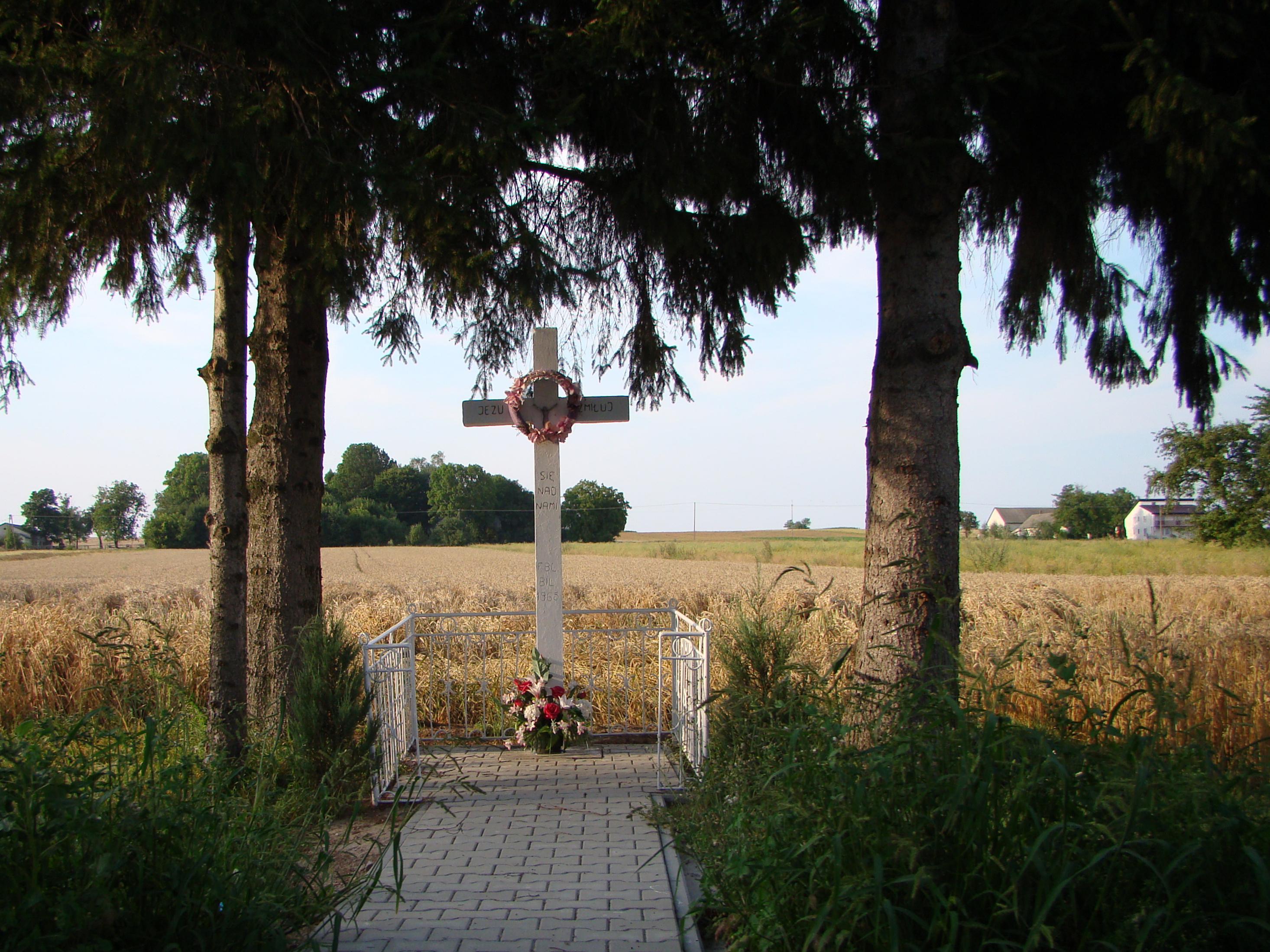
Krzyż przydrożny w Czołkach